# Mauro Picenardi
Mauro Picenardi (Crema, 15 gennaio 1735 – Bergamo, 30 maggio 1809) è stato un pittore italiano.

## Biografia
Figlio d'arte del pittore Tommaso, Mauro Picenardi (o Piccinardi, Picinardi), dopo aver appreso l'arte dal padre, lavora presso l'Accademia di Pittura di Verona, presso la quale, nel 1769, diviene accademico d'onore. Forse alunno di Giambettino Cignaroli, da cui fu influenzato verso la pittura veneta.  Dall'esperienza veronese acquisisce la sua tipica pennellata di ispirazione tiepolesca. La permanenza a Verona lo porta alla notorietà giungendo ad avere importanti commissioni, soprattutto in ambito religioso, ma anche in ambito profano. Venuto a Bergamo vi rimase molti anni dogendo della protezione di Giacomo Carrara e di Paolina Secco Suardi Gismondi che gli portarono molte commissioni nelle chiese della città e della provincia.Muore nella parrocchia di Sant'Andrea a Bergamo nel 1809.

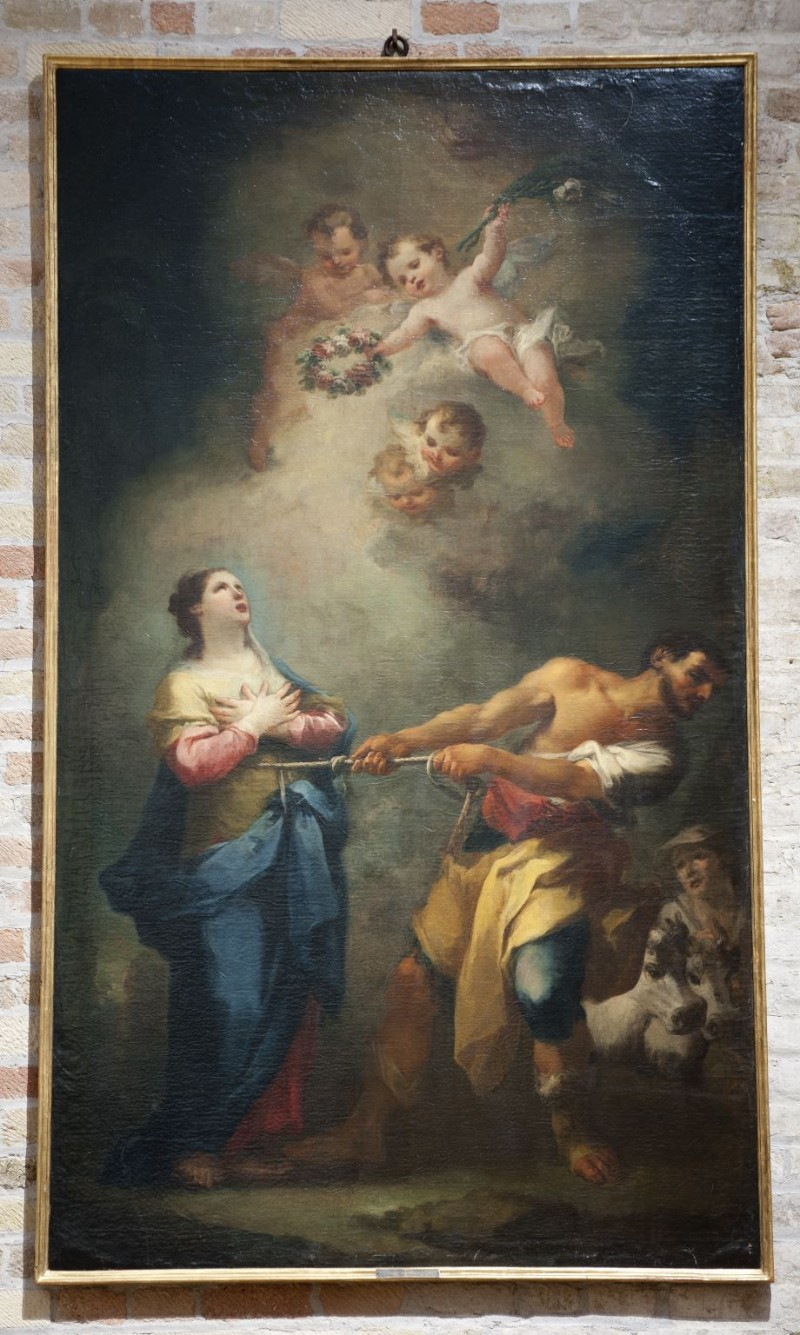
Martirio di Santa Lucia-Duomo di Crema

## Opere

### Dipinti
- Venere e Adone, olio su tela, ?.
- L'annunciazione, chiesa di Santa Maria Assunta e Giacomo il Maggiore, Romano di Lombardia (BG).
- San Biagio, chiesa di Santa Maria Assunta e San Giacomo Maggiore,  Romano di Lombardia (BG).
- Santa Lucia Cattedrale di Crema (CR).
- Vergine Assunta in cielo, ridipintura di una tela di Vincenzo Civerchio, cattedrale di Crema.
- Lo sposalizio della Vergine, olio su tela, chiesa dei Santi Bartolomeo e Stefano, Bergamo.
- San Rocco colpito dalla peste, Pieve di Palazzo Pignano (CR).
- Via Crucis, chiesa parrocchiale di San Bartolomeo ai morti, Crema (CR).
- San Carlo, chiesa parrocchiale dell'Assunta, Erve, (LC).
- Madonna Immacolata, chiesa dell'Immacolata Concezione di Maria, Calolziocorte (LC).
- Susanna coi vecchini. Pinacoteca Civica, Cremona.
- San Francesco d'Assisi, chiesa di San Bernardino degli Osservanti, Crema (CR).
- Visitazione, Pinacoteca del Museo Civico, Crema (CR).
- Sacrificio di Polissena, Pinacoteca del Museo Civico, Crema (CR).
- Pietro d'Alcántara, Accademia Tadini, Lovere, (BG).
- Pale del santuario della Madonna di Loreto, Graglia (BI).
- Via Crucis, collegiata Santa Maria Purificata di Offanengo (CR).
- San Carlo Borromeo, San Francesco di Sales, San Bernardo Da Chiaravalle e San Rocco chiesa parrocchiale dell'Assunta,  Erve (LC)
- Martirio di san Lorenzo chiesa parrocchiale di San Lorenzo, Casazza (BG)
- Misteri del Rosario,  Casazza (BG)
- Santi adoranti la Croce  (Sant'Alessandro, Santa Fausta, Sant'Antonio da Padova e San Girolamo Emiliani adorano la Croce e due devoti), chiesa di Sant'Alessandro Cortenuova (BG);

### Affreschi
- Decorazione degli scaloni di Villa Ghisetti-Giavarina a Ricengo (CR).
- Apparizione a Caterina (attribuzione), Santuario della Madonna del Pilastello, Dovera (CR).
- Decorazioni della Chiesa Parrocchiale dei Santi Pietro e Paolo, Verdello (BG).
- Decorazioni della chiesa parrocchiale di San Donnino, Credera (CR).
- Assunzione, affresco della navata centrale della chiesa parrocchiale di Santa Maria Rotonda, Ripalta Arpina (CR).
- Madonna Assunta, Chiesa Parrocchiale di San Benedetto, Trigolo (CR).
- Affresco distrutto, chiesa parrocchiale dei Santi Cornelio e Cipirano, Vaiano Cremasco (CR).
- Affreschi della chiesa parrocchiale di San Lorenzo, Casazza (BG)
- Affreschi della chiesa parrocchiale di San Giorgio, Zandobbio (BG)
- Affresco "Compianto su Gesù Cristo morto" 1790 - Chiesa parrocchiale di Sant'Alessandro Martire in Cortenuova (Bg)